# Barbizon-skolen
Barbizon-skolen (ca. 1830-1870) var en gruppe franske malere med navn efter landsbyen Barbizon nær Fontainebleauskoven, hvor de mødtes og malede. De var med i en kunststrømning der bevægede sig mod realisme og væk fra den udbredte formaliserede romantik.
I 1824 viste Parisersalonen værker af John Constable. Hans landsbyscener inspirerede en del yngre malere til at vælge tilsvarende motiver og give afkald på det formaliserede billedsprog for i stedet at tage udgangspunkt i naturen. Landskabet blev dermed et tema i sig selv og ikke bare en kulisse for dramatiske scener.
Under Revolutionerne i 1848 samlede kunstnere sig i Barbizon for at afprøve nogle af Constables ideer.
En af dem Jean-François Millet udvidede ideen til også at omfatte figurer: bønder som arbejdede på markene. I Akssankerne (akssamlerne) ses tre kvinder, som samler de sidste rester af høsten. Der findes i motivet ingen større historie, intet drama, bare tre kvinder.
De førende i Barbizon var Jean-Baptiste Camille Corot, Théodore Rousseau, Jean-François Millet og Charles-François Daubigny. Andre medlemmer var Jules Dupré, Narcisse Virgilio Diaz, Henri Harpignies, Félix Ziem og Alexandre DeFaux.
Både Rousseau (1867) og Millet (1875) døde i Barbizon.
Tanker og impulser fra Barbizon kan spores hos mange kunstnere i Europa og Amerika.

## Medlemmer af gruppen
| - Théodore Rousseau (1812-1867), grundlægger - Jean Birotte - Karl Bodmer (1809-1893) - Jules Breton (1827-1906) - Louis Cabat (1823-1889) - Ferdinand Chaigneau (1830-1906) - Albert Charpin (1842-1924) - Antoine Chintreuil (1814-1873) - Jean-Baptiste Camille Corot (1796-1875) - Charles-François Daubigny (1817-1878) | - Alexandre Defaux (1826-1900) - Charles Deshayes (1831-1895) - Narcisso Virgilio Díaz de la Peña (1807-1876) - Jules Dupré (1812-1889) - Henri Harpignies (1819-1916) - Charles Jacque (1813-1894) - Jean-François Millet (1814-1875) - Charles-Olivier de Penne (1831-1897) - Constant Troyon (1810-1865) - Félix Ziem (1821-1911) |

## Galeri
- Charles-François Daubigny : Gård
- Narcisse Díaz de la Peña : I skoven Fontainebleau
- Théodore Rousseau : Solnedgang
- Constant Troyon : Køer på græs
- Eugène Lavieille : Jagten
- Jules Dupré : Gården
- Camille Corot : d’Avray
- Albert Charpin : Hyrdinden og hendes fåreflok